# Gravity Falls
Gravity Falls è una serie televisiva animata statunitense, creata da Alex Hirsch nel 2012 e andata in onda su Disney Channel e Disney XD. I protagonisti della serie sono due fratelli gemelli che vanno in vacanza dal loro prozio nella città di Gravity Falls, nello stato americano dell'Oregon.
La serie è andata in onda negli Stati Uniti dal 15 giugno 2012, ma la première della serie è avvenuta il 29 giugno. Il 29 luglio 2013 la serie è stata rinnovata per una seconda stagione, che è stata trasmessa a partire dal 1º agosto 2014. In Italia la serie è stata trasmessa su Disney XD dal 13 gennaio 2014.
Nel 2015 la serie ha vinto l'Annie Award come "Miglior produzione televisiva animata". Il 20 novembre 2015, Alex Hirsch ha annunciato mediante i suoi social che la serie animata sarebbe terminata alla fine della seconda stagione, aggiungendo che questa fosse solo "la fine di un capitolo" e non escludendo la possibilità di una futura continuazione.

## Trama
I gemelli dodicenni Dipper e Mabel Pines, per le vacanze estive, vengono mandati dai genitori dal loro prozio Stanford "Stan" Pines, gestore di una trappola per turisti nota come il "Regno del Mistero". Lì, i due gemelli stringono amicizia con Soos e Wendy, rispettivamente il tuttofare e la commessa del locale.
Un giorno, Dipper trova nel bosco il Diario #3: un misterioso libro che tratta dei fenomeni e delle creature presenti nella cittadina. La serie quindi racconta di come i due gemelli si imbattono nelle creature e nei misteri raccontati nel Diario, sempre cercando di scoprire la verità su Gravity Falls. Sulla loro strada si frapporrà Gideon, un bambino all'apparenza innocuo e tenero possessore del Diario #2, che vuole impossessarsi degli altri Diari perché crede che contengano il segreto per ottenere un potere illimitato, arrivando anche ad evocare un potentissimo demone di nome Bill Cipher per riuscire nei suoi scopi: Dipper e Mabel riescono a sconfiggere anche Bill, che avvisa i due gemelli di un'oscurità incombente e, dopo che i suoi piani sono stati sventati per l'ennesima volta, Gideon viene finalmente arrestato e portato in prigione. Dopo l'arresto di Gideon, Stan riapre il suo negozio e, fattosi "dare in prestito" il Diario #3 da Dipper, riesce all'insaputa di tutti a ottenere tutti e tre i Diari, e ad attivare finalmente uno strano macchinario nascosto sotto il Regno del Mistero. Gli episodi che seguono rivelano ulteriori e importanti particolari sul passato dei vari personaggi e i rapporti tra questi si evolvono, processo che culminerà nella rivelazione dell'identità del misterioso autore dei tre Diari: il vero Stanford Pines, fratello gemello di Stan (che si scopre chiamarsi in realtà "Stanley") scomparso trent'anni prima attraverso un portale di sua invenzione, lo stesso riattivato da Stan.
Con l'arrivo di Stanford (soprannominato "Ford") veniamo inoltre a conoscenza del fatto che è lui che ha costruito il portale. Pur avendo buone intenzioni, Ford venne raggirato proprio da Bill Cipher e, Stan, riattivando il portale per salvare il fratello, ha involontariamente dato l'opportunità a Bill di portare a termine la sua conquista del mondo reale. Da qui in poi, tutti gli avvenimenti portano Dipper ad avvicinarsi sempre di più al prozio Ford e ad allontanarsi da Mabel, il che darà l'occasione a Bill di riuscire nei suoi intenti e aprire un passaggio tra le dimensioni al fine di conquistare il mondo scatenando un evento nel quale la distorsione della realtà può diventare tale da disfarla: l'Oscurmageddon (in originale "Weirdmageddon"). Bill quindi riesce nei suoi piani e scatena l'Oscurmageddon sottomettendo la cittadina al suo potere. In questo scenario sta a Dipper e Mabel, con l'aiuto dei loro amici e prozii, fermare la follia e le stramberie scatenate da Bill e salvare Gravity Falls e il mondo. Dopo che il piano originale della resistenza è andato in fumo, Stan, in un sacrificio finale, riesce con l'inganno a intrappolare Bill nella sua mente e Ford cancella completamente la memoria del fratello, distruggendo così Bill. Stan riesce poi a recuperare la memoria grazie all'album di fotografie di Mabel. Tutto ritorna alla "normalità" a Gravity Falls, le persone iniziano anche a relazionarsi con le varie e bizzarre creature del luogo, e il giorno del loro compleanno viene organizzata una festa per Dipper e Mabel, alla quale partecipano l'intera cittadina e alcune delle creature che i due hanno incontrato nel loro meraviglioso viaggio. Stan e Ford si riappacificano finalmente e decidono di partire all'avventura come progettavano da piccoli, Soos eredita da Stan il Regno del Mistero e i due gemelli, alla fine della giornata, ritornano a casa loro in California, ma non prima degli ultimi saluti, durante i quali Wendy dà una lettera a Dipper dicendogli di "aprirla quando sentirà la mancanza di Gravity Falls": nel loro viaggio di ritorno, Dipper apre la lettera e scopre che contiene un singolo messaggio, "Ci vediamo la prossima estate", e le firme di tutti i suoi amici lì conosciuti.

## Produzione

### Creazione

Alex Hirsch con il pupazzo di Stanley Pines, personaggio da lui creato e doppiato, al San Diego Comic-Con International nel 2013.

L'idea di creare Gravity Falls viene con l'intento di Alex Hirsch, allora grande ammiratore della nota sitcom animata I Simpson, di portare una serie animata che non dovesse essere "necessariamente per bambini". Hirsch, laureato presso il California Institute of the Arts, venne assunto inizialmente come sceneggiatore e story artist per Cartoon Network nella serie animata Le meravigliose disavventure di Flapjack, dove ha collaborato col creatore di Adventure Time, Pendleton Ward. In seguito, si è trasferito per cooperare allo sviluppo della serie animata Fish Hooks - Vita da pesci per Disney Channel, poco prima di iniziare a lavorare a Gravity Falls.
La serie è ispirata alle vacanze estive trascorse durante l'infanzia dello stesso Hirsch assieme a sua sorella gemella Ariel. All'interno della serie sono presenti diversi riferimenti alla vita reale dell'autore, come il fatto di vivere a Piedmont e l'usanza di fare "dolcetto o scherzetto" con sua sorella. Mabel Pines, uno dei personaggi principali di Gravity Falls, oltre a essere ispirata alla figura della sorella, riceve nella serie un cucciolo di maiale come animale domestico, animale che la stessa Ariel ha sempre desiderato da bambina.

### Sviluppo
Hirsch ha spiegato, in un'intervista con The A.V. Club, che gli episodi fossero concepiti in una sala riservata ai soli sceneggiatori. Qui, partendo da un'idea, venivano presentate delle semplici sinossi, delle quali veniva delineata la struttura più drammatica. Poi la trama veniva rimaneggiata per includere una sotto-trama basata su un particolare personaggio: Hirsch, al riguardo, si è espresso dicendo "la cosa più difficile è sempre trovare la storia di un personaggio [...] che sia propriamente esplorata attraverso la magia o il mostro o la cosa impossibile della settimana. Trovare un connubio tra le due cose è il nucleo di ogni episodio"
La trama e la sottotrama erano create e successivamente affidate ad uno sceneggiatore per produrre la bozza della struttura narrativa, che veniva poi verificata da Hirsch, il quale aggiungeva note e correzioni, per poi riaffidarla allo sceneggiatore per la stesura definitiva; Hirsch ha affermato che lui ed il direttore creativo Mike Rianda, per il loro coinvolgimento nella produzione, redigevano anche una loro versione del copione finale. Il copione veniva dato quindi agli story artist e gli storyboard erano presentati ad Hirsch, il quale, anche qui, annotava le modifiche da apportare. Completati gli storyboard, Hirsch ne ultimava i disegni e in questa forma, l'episodio veniva presentato alla rete: se funzionava, allora veniva montato altrimenti era soggetto a ulteriori revisioni da parte di Hirsch e Rianda prima delle scadenze.
Nell'originale il modo di parlare di Bill Cipher era ispirato a quello del personaggio di Gordon Cole della serie televisiva I segreti di Twin Peaks, che nella serie era interpretato dal suo stesso autore, David Lynch. Hirsch era infatti intenzionato a far doppiare Bill a lui ma, dopo il rifiuto del regista, decise di doppiarlo personalmente facendo una sua "brutta imitazione".

### Progetti futuri
Nel giugno 2024, la vicepresidente della Disney Television, Meredith Roberts, ha rivelato che erano in corso delle discussioni con Alex Hirsch riguardo ad una possibile continuazione o ripresa della serie.

## Episodi
| Stagione         | Episodi | Prima TV USA | Prima TV Italia |
| ---------------- | ------- | ------------ | --------------- |
| Prima stagione   | 20      | 2012-2013    | 2014            |
| Seconda stagione | 20      | 2014-2016    | 2015-2016       |

### Speciali
| Titolo originale  | Prima TV USA    |
| ----------------- | --------------- |
| Between the Pines | 8 febbraio 2016 |

### Episodio pilota
Mai andato in onda, l'episodio pilota di Gravity Falls venne scritto da Alex Hirsch nel 2010 e prodotto da un piccolo studio di animazione canadese su richiesta di Disney Television Animation prima che la serie fosse approvata dalla rete.
L'episodio è lungo poco più della metà di un episodio della serie ed ha una trama simile al primo episodio "Trappola per turisti". Venne distribuito per la prima volta in rete ad agosto 2016 come regalo da parte di Hirsch per il completamento di uno degli enigmi della caccia al tesoro Cipher Hunt. Esso è visibile su di un Archiviato il 16 aprile 2017 in Internet Archive., inserendo quando richiesto "RETURNBACKWARDS" come nome utente e "TOTHEPASTAGAINTHREE" per password.
| Titolo originale | Prima online  |
| ---------------- | ------------- |
| Pilot            | 3 agosto 2016 |

### Corti

#### Corti di Gravity Falls
Dei brevi "mini-episodi" prodotti e mandati in onda tra la fine della prima stagione e l'inizio della seconda. Nonostante la maggior parte dei contenuti non aggiungesse molto alla trama della serie, alla fine di ognuno dei sei episodi de La guida di Dipper all'inspiegabile viene mostrato brevemente un fotogramma, sei immagini che combinate rivelano una misteriosa pagina legata alla continuità narrativa della serie e contenente un'ulteriore serie di crittogrammi.
| nº | Titolo originale | Titolo italiano           | Prima TV USA    | Prima TV Italia |
| -- | ---------------- | ------------------------- | --------------- | --------------- |
| 1  | Candy Monster    | La cosa                   | 14 ottobre 2013 | 13 marzo 2014   |
| 2  | Stan's Tattoo    | Il tatuaggio di Stan      | 14 ottobre 2013 | 10 marzo 2014   |
| 3  | Mailbox          | La cassetta delle lettere | 15 ottobre 2013 | 11 marzo 2014   |
| 4  | Lefty            | Lato sinistro             | 16 ottobre 2013 | 17 marzo 2014   |
| 5  | Tooth            | Il dente                  | 17 ottobre 2013 | 14 marzo 2014   |
| 6  | The Hide Behind  | L'uomo ombra              | 18 ottobre 2013 | 12 marzo 2014   |

| nº | Titolo originale          | Titolo italiano                            | Prima TV USA    | Prima TV Italia |
| -- | ------------------------- | ------------------------------------------ | --------------- | --------------- |
| 7  | Mabel's Guide to Dating   | La guida di Mabel all'arte della conquista | 3 febbraio 2014 | 19 marzo 2014   |
| 8  | Mabel's Guide to Stickers | La guida di Mabel agli adesivi             | 4 febbraio 2014 | 21 marzo 2014   |
| 9  | Mabel's Guide to Fashion  | La guida di Mabel alla moda                | 5 febbraio 2014 | 20 marzo 2014   |
| 10 | Mabel's Guide to Colors   | La guida di Mabel al colore                | 6 febbraio 2014 | 24 marzo 2014   |
| 11 | Mabel's Guide to Art      | La guida di Mabel all'arte                 | 7 febbraio 2014 | 18 marzo 2014   |

| nº | Titolo originale | Titolo italiano   | Prima TV USA   | Prima TV Italia |
| -- | ---------------- | ----------------- | -------------- | --------------- |
| 12 | Golf Cart        | La golf cart      | 21 aprile 2014 | 28 marzo 2014   |
| 13 | Cuckoo Clock     | L'orologio a cucù | 22 aprile 2014 | 27 marzo 2014   |

| nº | Titolo originale | Titolo italiano | Prima TV USA   | Prima TV Italia |
| -- | ---------------- | --------------- | -------------- | --------------- |
| 14 | TV Shorts 1      | Episodio 1      | 23 aprile 2014 | 31 marzo 2014   |
| 15 | TV Shorts 2      | Episodio 2      | 24 aprile 2014 | 1º aprile 2014  |

| nº | Titolo originale | Titolo italiano      | Prima TV USA  | Prima TV Italia |
| -- | ---------------- | -------------------- | ------------- | --------------- |
| 16 | Heist Movie      | Un film d'azione     | 2 giugno 2014 | 26 marzo 2014   |
| 17 | Petting Zoo      | Lo zoo delle carezze | 2 giugno 2014 | 25 marzo 2014   |

### Lettere raccapriccianti da Gideon
Nota: Le Lettere raccapriccianti da Gideon non fanno parte dei Corti essendo brevi inserzioni pubblicitarie (trenta secondi circa) della serie.
| nº | Titolo originale | Titolo italiano      | Prima TV USA     | Prima TV Italia |
| -- | ---------------- | -------------------- | ---------------- | --------------- |
| 1  | Don't Forget Me  | Non ti scordar di me | 17 febbraio 2015 |                 |
| 2  | Dipper Tickle    | Solleticare Dipper   | 18 febbraio 2015 |                 |
| 3  | Pine-scented     | Profumo di pino      | 19 febbraio 2015 |                 |
| 4  | Revenge          | Vendetta             | 20 febbraio 2015 |                 |
| 5  | Devoted          | Devoto               | 21 febbraio 2015 |                 |

## Personaggi

### Personaggi principali
- Dipper Pines: è il protagonista della serie, ha dodici anni ed è il fratello gemello di Mabel. Nonostante sia un ragazzino, ha un atteggiamento decisamente più maturo per la sua età ed è intelligente e curioso. A causa delle sue insicurezze però è incline a diventare paranoico e a tentare di organizzare tutto in maniera eccessivamente zelante e puntigliosa, tendendo molto spesso ad essere iper-protettivo nei confronti di sua sorella Mabel, specialmente con i ragazzi che quest'ultima frequenta. Vuole un gran bene a sua sorella, al punto che di solito rinuncia ai suoi progetti in suo favore. È molto attento a ciò che gli succede intorno ed è la persona che Bill teme di più, al pari di suo prozio Ford.
- Mabel Pines: è la deuteragonista della serie, sorella gemella di Dipper. Il suo comportamento eccentrico e ottimista la porta ad avere un grande e talvolta eccessivo entusiasmo per qualsiasi cosa, compresi spesso i misteri in cui si avventura con il fratello. Spesso prende in giro quest'ultimo e si punzecchia a vicenda con lui, ma gli è molto affezionata e ha con lui un profondo legame. Indossa sempre dei maglioni (alcuni fatti da lei stessa) che esprimono la sua eccentricità e in parte annunciano uno dei temi dell'episodio grazie ai vari simboli o disegni presenti su di essi. Si prende cura di Dondolo, un maialino vinto alla fiera che considera come il suo animale domestico, e possiede un rampino regalatole dal prozio.
- Stan Pines: è il tritagonista della serie, prozio di Dipper e Mabel e proprietario del negozio/museo "Il Regno del Mistero" ("The Mystery Shack" nell'originale, che vuol dire "il capanno del mistero"), grazie al quale, sfruttando le sue grandi abilità nel fare soldi, riesce ad ingannare i turisti creduloni. Durante la serie ospita i nipoti nella sua casa, dimostrandosi spesso un tutore piuttosto inaffidabile. Ha un "tatuaggio" che tiene nascosto e che sostiene di non avere, anche se quando è in canotta lo si può notare dietro la spalla destra. Ha nascosto molte cose a Dipper e Mabel, ma lo ha fatto per il loro bene. Prima del ritorno di Ford, Stan usava il nome di suo fratello poiché scambiato per lui dai cittadini di Gravity Falls.
- Soos Ramirez: è un grassottello giovanotto ispanico, simpatico e sempliciotto tuttofare del Regno del Mistero. È spesso partecipe delle avventure di Dipper e Mabel e li aiuta nei casi di difficoltà. Si dimostra molto spesso abile in qualsiasi riparazione e modifica a qualsiasi apparecchio. Non avendo mai conosciuto suo padre, vede Stan come una figura paterna.
- Wendy Corduroy: è la commessa del Regno del Mistero. È un'adolescente piuttosto svogliata, con dei modi da maschiaccio ed interesse amoroso di Dipper. Tiene molto alla sua amicizia con Dipper e gli è molto affezionata, spesso sostenendolo e comportandosi con lui da sorella maggiore. Grazie al padre conosce numerose tecniche di sopravvivenza ed è un'abilissima taglialegna e scalatrice di alberi.
- Dondolo: il maialino da compagnia di Mabel ed al quale è molto affezionata. È stato vinto da Mabel nell'episodio "Il maialino e l'uomo che viaggiava nel tempo" ad una bancarella della fiera organizzata da Stan, nella quale si doveva indovinare il peso dell'animale voluto per vincerlo. Dondolo è la dedica di Hirsch alla sorella, la quale, fin da piccola, ha sempre voluto un maialino da compagnia. Prima di essere vinto da Mabel si chiamava Settechili.
- Ford Pines: autore dei tre Diari, riapparso nel corso della seconda stagione dopo essere scomparso per trent'anni. È il fratello gemello di Stan, e grazie al proprio operato si sa di lui che ha conoscenze in praticamente tutto lo scibile umano e oltre, sia teoriche che pratiche. Dopo aver nascosto gli altri due Diari in due luoghi differenti per non farli trovare da "chi lo stava osservando" e dopo aver dato il primo volume a suo fratello Stan, scomparve nel portale in seguito ad un litigio con quest'ultimo. Ha entrambe le mani con sei dita e, fino al finale della serie, portava rancore verso suo fratello per una faccenda di quando erano giovani.

### Personaggi ricorrenti
- Fiddleford McGucket detto "il vecchio McGucket": un vecchio pazzo ed eccentrico inventore dalla lunga barba che spesso gira per il paese. Nonostante la sua follia, un tempo è stato un grande inventore e uomo di scienza, amico e collega di Ford, ed è particolarmente portato per la robotica e l'ingegneria. Porta perennemente una fasciatura sulla mano destra ed un cerotto sulla barba.
- Candy Chiu: è una ragazzina asiatica, timida e occhialuta che fa spesso cose bizzarre. È una delle migliori amiche di Mabel.
- Grenda: è piuttosto grande e muscolosa, con un'insolita voce profonda per la quale viene spesso scambiata per un ragazzo, e dai modi altrettanto rozzi e mascolini. È una delle migliori amiche di Mabel.
- Pacifica Northwest: la ragazza più popolare di Gravity Falls. Viene da una famiglia ricca poiché un loro antenato è ritenuto il fondatore della città. Inizialmente è una ragazza viziata e antipatica che diventa subito rivale di Mabel perché è l'unica che osa tenerle testa, ma in seguito si renderà conto della falsità della sua famiglia e finirà con il legare con i Pines, in particolare con Dipper, diventando più cosciente e responsabile nella seconda stagione.
- Robbie: un ragazzo molto scontroso dall'aspetto dark, che nella prima stagione sarà il principale rivale amoroso di Dipper nei confronti di Wendy. Si comporta spesso in modo arrogante, ostentando un certo bullismo, ed è particolarmente ostile nei confronti di Dipper. I suoi genitori gestiscono la principale impresa di pompe funebri della città.
- Gompers: una capra che vive nel bosco intorno al Regno del Mistero. Molto spesso vi entra combinando guai come ad esempio quando ha mangiato tutte le lattine di fagioli o il fez di Stan. Spesso ruba le targhe delle auto in sosta al Regno del Mistero causando ai rispettivi guidatori non pochi guai con le forze dell'ordine.
- Blendin Blandin: viaggiatore del tempo proveniente dall'anno 207̃012 ("duecentosneptemila dodici") e facente parte della Squadra Correzione Anomalie Temporali. Gli è stato ordinato di tornare indietro nel tempo per ripulire il passato da varie anomalie temporali provocate da Dipper e Mabel. È un ometto sovrappeso e calvo, dai gesti goffi ma molto intelligente e perspicace; viaggia tra i secoli grazie ad un dispositivo tecnologico dalle fattezze di un metro da lavoro che, a seconda di quanto viene spiegato, conduce l'utilizzatore ad un determinato periodo storico o momento dell'esistenza.
- Susan "la Pigra": La proprietaria e cameriera del "Greasy's Dinner", una tavola calda nei pressi di Gravity Falls. È una donna di mezza età con un occhio pigro e dai modi oltremodo rozzi che tuttavia Stan (in un primo momento) trovava molto affascinanti e di classe. Vive con i suoi innumerevoli gatti nella periferia della città.

### Antagonisti
- Bill Cipher (doppiato da Alex Hirsch): è l'antagonista principale della serie, un antico, folle e potente demone proveniente da un mondo onirico inter-dimensionale definito Regno degli incubi. Fu incontrato e documentato da Ford tanti anni prima e ritorna nella nostra dimensione con l'aiuto di Gideon. Nonostante sia di fatto il nemico principale di Dipper e compagni, il suo ruolo resta marginale e avvolto nel mistero fino alla seconda stagione, durante la quale si scopre che vuole conquistare la nostra dimensione alterando le leggi della fisica al punto da disfare la realtà.
- Gideon Gleeful detto "il piccolo Gideon" (doppiato da Thurop Van Orman): è l'antagonista secondario della serie, un ragazzino dall'aria apparentemente dolce, tenere e innocente, ma che nasconde in realtà un'indole isterica, criminosa e dittatoriale. Gestisce un tendone dove intrattiene i turisti vantandosi di avere poteri telepatici e fa concorrenza a Stan ma in realtà vorrebbe impossessarsi del Regno del Mistero. Si prende una cotta per Mabel ma viene respinto, iniziando quindi a prendere di mira Dipper. Era il possessore del Diario #2 e vuole tutti i Diari per "liberare un potere supremo", anche se all'inizio pensava che fossero solo due. Era alleato di Bill, ma nel finale della serie gli si oppone schierandosi coi Pines.
- Preston e Priscilla Northwest (doppiati da Nathan Fillion e Kari Wahlgen): sono i genitori di Pacifica e gli uomini più ricchi di Gravity Falls. Come tutti i membri della famiglia Northwest nel corso della storia, sono individui snob, corrotti e arricchitisi su menzogne, frodi e inganni. Perderanno la propria villa alla fine della serie, la quale viene venduta per saldare tutti i debiti della famiglia dopo che i loro atti crimonosi vengono alla luce.
- Bud "Buddy" Gleeful (doppiato da Stephen Root): è il padre di Gideon. Pur avendo una moglie molto nervosa e un figlio malvagio, lui riesce sempre a fare soldi tanto che diventa alleato del suo nemico (Stan) per fare affari. Il suo lavoro si svolge al Tendone della Telepatia, ma vende anche auto usate. Faceva parte della Società dell'Occhio di Tenebra. Appare nuovamente nell'episodio "Un nuovo sindaco per Gravity Falls" come candidato.
- Gli gnomi (doppiati da Alex Hirsch): considerati come "il pericolo nascosto di Gravity Falls", apparentemente sono esseri allegri, indifesi e dolci ma nascondono un istinto predatore e una particolare ferocia. Come molte delle altre creature, vivono nei boschi di Gravity Falls e posseggono vari poteri, tra cui il poter cambiare forma se uniti tra di loro e il rigurgitare arcobaleni se colpiti duramente. Vengono spesso citati nel Diario #3. Non sono propriamente malvagi e non sono davvero nemici dei gemelli Pines, ma sono entrati in conflitto solo perché volevano rendere Mabel la loro regina.

## Doppiatori
| Personaggio      | Doppiatore originale                              | Doppiatore italiano                                                                    |
| ---------------- | ------------------------------------------------- | -------------------------------------------------------------------------------------- |
| Dipper           | Jason Ritter                                      | Simone Lupinacci                                                                       |
| Mabel            | Kristen Schaal                                    | Tiziana Martello                                                                       |
| Stan             | Alex Hirsch                                       | Domenico Brioschi                                                                      |
| Soos             | Alex Hirsch                                       | Luca Ghignone                                                                          |
| Wendy            | Linda Cardellini                                  | Camilla Gallo                                                                          |
| Ford             | J. K. Simmons                                     | Dario Oppido                                                                           |
| Dondolo          | Dee Bradley Baker                                 | Dee Bradley Baker                                                                      |
| Dondolo          | Neil deGrasse Tyson (in "Tre storie inquietanti") | Alessandro D'Errico (in "Tre storie inquietanti")                                      |
| McGucket         | Alex Hirsch                                       | Mario Brusa                                                                            |
| Blubs            | Kevin Michael Richardson                          | Mario Brusa                                                                            |
| Durland          | Keith Ferguson                                    | Andrea Beltramo                                                                        |
| Candy            | Niki Yang                                         | Elena Canone                                                                           |
| Grenda           | Carl Faruolo                                      | Dimitri Riccio                                                                         |
| Pacifica         | Jackie Buscarino                                  | Deborah Morese                                                                         |
| Robbie           | T. J. Miller                                      | Luca Ghignone                                                                          |
| Susan            | Jennifer Coolidge                                 | Elena Canone                                                                           |
| Toby             | Gregg Turkington                                  | Donato Sbodio                                                                          |
| Dan              | John DiMaggio                                     | Riccardo Lombardo                                                                      |
| Tyler            | Will Forte                                        | Dimitri Riccio, Andrea Beltramo (stagione 1) Giorgio Perno, Paolo Carenzo (stagione 2) |
| Gompers          | Frank Welker                                      | Frank Welker                                                                           |
| Blendin          | Justin Roiland                                    | Dimitri Riccio                                                                         |
| Thompson         | Michael Rianda                                    | Alessandro Lussiana                                                                    |
| Lee              | Michael Rianda                                    | -                                                                                      |
| Nate             | Scott Menville                                    | -                                                                                      |
| Tambry           | Jessica DiCicco                                   | Elena Bedino                                                                           |
| Abuelita         | Matt Chapman                                      | Camilla Gallo                                                                          |
| Sprott           | Dee Bradley Baker                                 | Marco Panzanaro                                                                        |
| Powers           | Nick Offerman                                     | Riccardo Lombardo                                                                      |
| Trigger          | Brad Abrell                                       | Paolo Carenzo                                                                          |
| Bebè del Tempo   | Kevin Michael Richardson                          | Marco Panzanaro                                                                        |
| Gideon           | Thurop Van Orman                                  | Andrea Beltramo                                                                        |
| Buddy            | Stephen Root                                      | Dimitri Riccio                                                                         |
| signora Gleeful  | Grey DeLisle                                      | -                                                                                      |
| Bill Cipher      | Alex Hirsch                                       | Mario Brusa (stagione 1) Simone Lupinacci (stagione 2)                                 |
| Gnomi            | Alex Hirsch                                       | Andrea Beltramo                                                                        |
| Quentin Trembley | Alex Hirsch                                       | Mario Brusa                                                                            |
| Mermando         | Matt Chapman                                      | Stefano Brusa                                                                          |
| Shandra          | Kari Wahlgren                                     | Elena Canone                                                                           |
| Preston          | Nathan Fillion                                    | Giovanni Pupino (stagione 1) Alessandro D'Errico (st.2)                                |
| Priscilla        | Kari Wahlgren                                     | -                                                                                      |
| Xyler            | John Roberts                                      | Andrea Beltramo                                                                        |
| Craz             | Greg Cipes                                        | Diego Baldoin                                                                          |
| Hank             | Fred Tatasciore                                   | -                                                                                      |
| Tats             | Kevin Michael Richardson                          | -                                                                                      |
| Poolcheck        | Michael Rianda                                    | Dario Oppido                                                                           |
| Tate McGucket    | Alex Hirsch                                       | Dimitri Riccio                                                                         |
| Ivan             | Peter Serafinowicz                                | Oliviero Corbetta                                                                      |
| Personaggi vari  | Alex Hirsch                                       | Cesare Rasini                                                                          |

## Opere derivate

### Libri
Dipper's and Mabel's Guide to Mystery and Nonstop Fun!
Pubblicato da Disney Press il 7 ottobre 2014, e scritto ed illustrato da Rob Renzetti e Shane Houghton, è stato il primo libro tratto dalla serie. Esso, nella finzione scenica, è scritto da Dipper e Mabel, ed è una raccolta di consigli su come affrontare eventi sovrannaturali o risolvere enigmi accompagnata da curiosità riguardo alla serie ed ai personaggi.
Dipper and Mabel and the Curse of the Time Pirates' Treasure!: Select Your Own Choose-Venture
Questo librogame, scritto da Jeffrey Rowe ed illustrato da Emmy Cicierega, è stato pubblicato da Disney Press il 26 luglio 2016: è ambientato tra il vecchio west, il Medioevo e l'anno 20705, ed ha come protagonisti Dipper, Mabel e Blendin Blandin alla ricerca del tesoro perduto dei tempopirati. Alex Hirsch ha dichiarato che poiché si tratta di un librogame, ed avendo quindi plurimi finali alternativi, esso è da considerarsi non canonico, nonostante contenga al suo interno un segreto canonico ed appartenente alla continuità della serie.
Don’t Color This Book! It's Cursed!
Scritto da Emmy Cicierega, illustrato da Stephanie Ramirez, e pubblicato il 18 luglio 2017 da Disney Press, questo libro racconta di Dipper che rimane intrappolato nel libro stesso e di come Mabel, tra illustrazioni e curiosità sui personaggi della serie, debba salvarlo colorando il libro ed affrontando la sua maledizione con l'aiuto del misterioso Chamelius PenDraggin.
Gravity Falls: Lost Legends
Annunciato al D23 2017 ed inizialmente, temporaneamente, nominato "XQWLWOHG PBVWHUB ERRN" ("Untitled Mystery Book" crittato col cifrario di Cesare), è un romanzo a fumetti scritto da Alex Hirsch, illustrato dagli artisti della serie e pubblicato il 24 luglio 2018 da Disney Press. Il libro contiene quattro avventure inedite a fumetti introdotte e raccontate al lettore da Shmebulock, ed i suoi contenuti sono canonici.

### Gravity Falls: Journal #3
La copia fisica del Diario #3, contenente segreti, enigmi e misteri, gli appunti e le scoperte di Dipper e Mabel, nonché i resoconti ed i retroscena di Stanford durante il suo ultimo periodo a Gravity Falls prima di ritrovarsi a vagare tra le dimensioni parallele del multiverso. In seguito al successo del volume, ne venne pubblicata anche una versione speciale in tiratura limitata con copertina rilegata e con decorazioni metallizzate, una lente d'ingrandimento ed un segnalibro come quelli presenti nel cartone, inserti esclusivi, ed aggiunte in inchiostro invisibile sensibile alla luce nera, il tutto decorato da una dedica dello stesso Hirsch; inizialmente, le edizioni speciali erano solo mille ma, in seguito all'elevato numero di preordini, venne deciso di farne diecimila posticipando la pubblicazione di qualche mese. Il libro è stato inoltre pubblicizzato mediante uno spot in cui sono presenti Jason Ritter, Kristen Schaal e lo stesso Hirsch, i quali cercano di vendere improbabili accessori per il volume.
È stato scritto da Alex Hirsch e Rob Renzetti, ed illustrato da Andy Gonsalves; la versione normale è stata pubblicata il 26 luglio 2016 mentre quella speciale il 13 giugno 2017, entrambe da Disney Press.

### The Book of Bill
Un libro (trovato da Ford, come spiegato da lui stesso nell'incipit del libro) scritto da Bill, ora in uno stato di limbo dopo la sua sconfitta nella serie, in un ultimo disperato tentativo di possedere qualcuno ed evadere dalla terapia riabilitativa presso il Teraprisma (un centro di riabilitazione di massima sicurezza intradimensionale) concessagli dall'Axolotl in extremis. A detta di Bill, il libro è scritto su pagine composte di materia cerebrale e contiene qualche retroscena sulle origini del demone. Il libro è stato annunciato il 15 dicembre 2023 da Alex Hirsch ed è stato pubblicato il 23 luglio 2024 in due edizioni: quella normale, ed una versione esclusiva per la catena di librerie statunitense Barnes & Noble contenente 16 pagine extra e una copertina con inserti dorati; è inoltre il primo libro della serie ad essere indirizzato ad un pubblico adulto.
È stato scritto da Alex Hirsch, con illustrazioni di Ian Worrel, Joe Pitt, Andy Gonsalves, Emmy Cicierega, Eduardo Valdès-Hevia, Trevor Henderson, Aaron Bothman, Dor Shamir, Gabriel Soares, Louie Zong, Stephen DeStefano e Lip Comarella.
In concomitanza con The Book of Bill, è stato aperto il sito tie-in thisisnotawebsitedotcom.com, in cui gli utenti possono, inserendo una password nel computer a schermo, sbloccare numerosi segreti relativi alla serie. Inoltre il 26 luglio 2024 è stato pubblicato anche l'album Lofi: Gravity Falls, un breve album musicale contenente tracce dalla colonna sonora della serie riarrangiate in stile lo-fi da Cooper Babbes e Brian Parkhurst, quest'ultimo già compositore per la serie: all'interno di alcuni dei brani è possibile udire, in sottofondo, dei codici morse che tradotti fanno riferimento ai contenuti presenti proprio in The Book of Bill. La copertina dell'album, disegnata da Emmy Cicierega e ritraente Mabel e Dondolo, è una citazione all'iconico sfondo animato usato dal canale YouTube Lofi Girl.

### Videogiochi
Dalla serie sono stati tratti i videogiochi:
- Gravity Falls: Rumble's Revenge (2013) per browser, su Disney Online
- Gravity Falls: PinesQuest (2013) per browser, su Disney Online
- Gravity Falls: La leggenda dei Gemuleti gnomi (2015), pubblicato da Ubisoft per Nintendo 3DS

### Altro
Organizzata da Alex Hirsch e la troupe di Gravity Falls in onore della serie, dal 6 al 21 agosto 2016 è stata allestita alla Nucleus Art Gallery di Alhambra, in California, la mostra artistica Farewell to the Falls per raccogliere svariate opere d'arte - per lo più dipinti e disegni - riguardanti personaggi, momenti ed eventi della serie fatte sia da disegnatori della serie che (soprattutto) artisti indipendenti nonché fan della serie.
Iniziato il 20 luglio 2016 e conclusosi il 2 agosto seguente, venne organizzato da Alex Hirsch un alternate reality game chiamato Cipher Hunt: una caccia al tesoro con indizi sparsi in Russia, Giappone e Stati Uniti il cui traguardo era ritrovare una statua di Bill. La caccia al tesoro venne organizzata da Hirsch come tributo e omaggio ai fan della serie.

## Accoglienza e critica
Gravity Falls è stato accolto positivamente dalla critica. Brian Lowry di Variety ha dichiarato che "il programma ha una qualità spigliata che dovrebbe divertire i bambini, e stuzzicare qualche punta di nostalgia nei loro genitori". Robert Lloyd del Los Angeles Times  considera il programma "dolcemente contorto, con dentro un po' di azione Disneyzzata e toccante". Nella sua recensione, David Hinckley del New York Daily News ha chiamato Gravity Falls "bizzarro ed accattivante", elogiando il personaggio di Mabel. Matt Blum, autore per Wired, ha paragonato positivamente il programma alla serie animata di Cartoon Network Regular Show e a quella di Disney Channel Phineas and Ferb, plaudendo Gravity Falls come "perspicace, strano, e in qualche modo commovente". Erik Kain di Forbes ha definito la serie come "la miglior cosa in TV al momento" e Kayla Cobb di Decider come "uno degli spettacoli strutturalmente più intelligenti mai creati".